# 128 Dywizja Strzelecka (ZSRR)
128 Dywizja Strzelecka (ros. 128-я стрелковая дивизия) – dywizja Armii Czerwonej w latach 1939–1945.

## Działania
Sformowana w 1939 w Iszymie w Rosji. Według innych danych miało to nastąpić w Swierdłowsku .
16 stycznia 1940 dywizja została wysłana ze Swierdłowska do Pietrozawodska. 12 lutego weszła w skład 14 Korpusu Strzeleckiego 8 Armii. W kwietniu 1940 została wycofana z Karelii do Wołogdy, skąd następnie w czerwcu została wysłana do Pskowa, a później na Łotwę .
Atak Niemiec na ZSRR zastał 128 DS na Litwie . W lipcu 1941 dywizja została okrążona . Broniła się na Białorusi, a następnie w obwodzie pskowskim .
Od jesieni 1941 do 1943 dywizja uczestniczyła w obronie Leningradu, walcząc nad jeziorem Ładoga, pod Siniawinem i nad Mgą. W lipcu 1944 wyzwoliła Psków, a w sierpniu tegoż roku uczestniczyła w działaniach w Estonii .
6 stycznia 1945 wyładowana w Rzeszowie, działała na terenie Polski w składzie 21. Armii, uczestnicząc w ofensywie sandomiersko-śląskiej i praskiej. W 1945 na ziemiach polskich szlak 128 DS prowadził m.in. przez Myszków (19–21 stycznia ), Tarnowskie Góry, Kochłowice, Brzeg (6 lutego), Strzelin, Bielawę, Pieszyce (8 maja ), aż po Červený Kostelec w Czechach (10 maja) .
Dwóch żołnierzy 128 DS zostało odznaczonych tytułem Bohatera Związku Radzieckiego: byli to mł. sierż. Taimbiet Komiekbajew i st. sierż. Wasilij Jewłanow.

## Dowódcy dywizji
Dowódcy 128 DS:
- kombrig/gen-mjr Aleksandr Zotow(inne języki) (19.08.1939 – 26.07.1941) – dostał się do niewoli, przeżył KL Sachsenhausen[1] ,
- płk Fiodor Komarow (27.07.1941 – 16.12.1941),
- gen-mjr Iwan Nikitin (17.12.1941 – 11.03.1942),
- płk Leonid Siergiejew (12.03.1942 – 16.11.1942),
- gen-mjr Fiodor Parchomienko (17.11.1942 – 18.02.1943),
- płk Pawieł Potapow (19.02.1943 – 16.01.1944),
- płk Pawieł Łoskutow (18.01.1944 – 02.03.1944),
- gen-mjr Dmitrij Łukjanow (03.03.1944 – 22.08.1944),
- płk Jefriem Dołgow (23.08.1944 – 11.05.1945).

Szefowie sztabu:
- mjr Komarow[1] ,
- ppłk Siemionow[3].

## Struktura organizacyjna
- 374 Pułk Strzelecki
- 533 Odrzański[3] Pułk Strzelecki
- 741 Pułk Strzelecki
- 292 Pułk Artylerii